# Werther (nome)
Werther  è un nome proprio di persona italiano maschile.

## Varianti
- Maschili: Werter[1][2], Verther[2][4], Verter[2][4]

### Varianti in altre lingue
- Germanico: Werdher[5], Werdheri[6], Wertheri[2][5], Werther[5]
- Latino medievale: Wertharius[2]
- Tedesco: Werther[1][2][6]

## Origine e diffusione

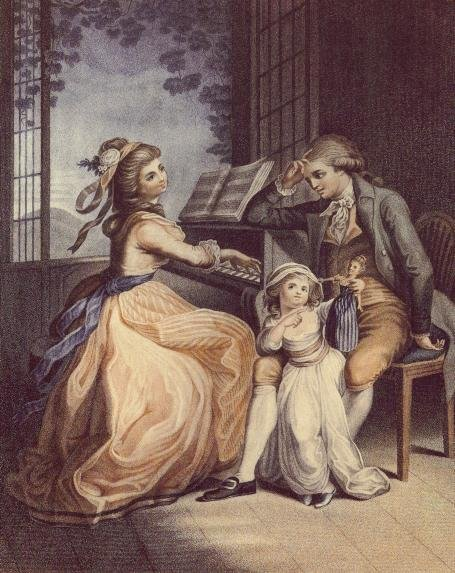
Werther e Charlotte in un quadro ispirato al romanzo di Goethe I dolori del giovane Werther

Continua il nome germanico Werdheri, composto dalle radici vird (o wert, "nobile", "degno") e hari ("esercito", "armata"); alcune fonti riconducono il primo elemento a ward (o warda, "protezione"), una combinazione che però non è attestata da Förstemann.
La sua diffusione in Italia risale a fine Settecento-inizio Ottocento ed è di tradizione letteraria; il nome è celebre infatti per essere portato dal protagonista del romanzo di Goethe I dolori del giovane Werther, ripreso anche da Massenet per il suo dramma teatrale Werther. È accentrato per oltre i due terzi dei casi in Emilia-Romagna, ma va detto che la diffusione è molto scarsa.

## Onomastico
Il nome è adespota, cioè non è portato da alcun santo. L'onomastico ricade pertanto il 1º novembre, giorno di Ognissanti.

## Persone
- Werther Cacciatori, militare, partigiano e docente italiano
- Werther Cornieti, arbitro di calcio e dirigente sportivo italiano
- Werther Gaiani, calciatore italiano
- Werther Pedrazzi, cestista e giornalista italiano

## Il nome nelle arti
- Werther è un personaggio del romanzo epistolare di Johann Wolfgang von Goethe I dolori del giovane Werther, e di tutte le opere da esso tratte.